# Laki pingvini
Laki pingvini (ćir: Лаки Пингвини;) bio je srbijanski rock sastav iz Beograda. Iako su u početku pripadali novom valu u svojoj kasnijoj karijeri okrenuli su se prema synthpopu i pop rocku.

## Povijest sastava

### Osnivanje, popularnost, raspad (1979. – 1989.)
Sastav je osnovan 1979. a prvi javni nastup imali su 29. studenog na punk zabavi organiziranoj u Pinki klubu u Zemunu. U to vrijeme sastav su činila četiri vokala ali s vremenom sastav je reorganiziran i postavu su činili Đorđe Dragojlović (vokal), Časlav Stanković (gitara), Srđan Đurić (bas-gitara), Aleksandar Rodić (Sintesajzer) i Milan Bubalo (bubnjevi).
Sastav započinje s ozbiljnijim radom u rujnu 1982., a sljedeće ljeto izdaju prvi EP Šizika. Na EP-u, su pored naslovne pjesme bile još dvije pjesme, "Devojka iz svemira" i "Možda, možda", a producent je bio Saša Habić. Demoverzija pjesme "Možda, možda" objavljena je na Ventilator 202 Demo Top 10 kompilaciji.
Sljedeće godine, sastav objavljuje album prvijenac, Muzika za mlade, kojeg je producirao Slobodan Marković, na kojem su bile uspješnice "Ne, nisam tvoj heroj" i "Moja devojka". Potonja pjesma je bila vrlo popularna na plesnim podijima . Poslije objave albuma gostovali su na Splitskom festivalu s pjesmom "Ja sam mornar" i s obradom pjesme Paula Anke "Love Me Warm and Tender",  "Voli me", koja je objavljena na kompilaciji različitih izvođača Split '84.
Sljedeći album Striptiz objavljen 1985., sadržao je pjesmu "Blago morskih dubina", koju je publika dobro prihvatila, za razliku od ostalih pjesama s albuma. Ova pjesma je objavljena na B-strani singla  "Cry, Baby, Cry" objavljenog iste godine. Poslije objavljivanja albuma, pjevač Đorđe Dragojlović, napušta sastav i započinje solo karijeru pod nazivom Super Đoka. Pod ovim nazivom nastupio je na festivalu MESAM 1986. s pjesmom "Pokreni me". Pjesma je kasnije objavljena na festivalskom albumu MESAM 1986. Dvije godine poslije 1988., članovi sastava odlaze u Italiju gdje nastupaju po noćnim klubovima a poslije povratka 1989., sastav prestaje postojati.

### Raspad i ponovna okupljanja (1994., 1995., 2006.)
U siječnju 1994., došlo je do ponovnog okupljanja sastava kada nastupaju u beogradskom Sava centru s akustičnom verzijom pjesme 
"Šizika", koja je snimljena i objavljena na festivalskoj zajedničkoj kompilaciji Bez struje .
Sljedeće godine, Dragojlović okuplja sastav u novoj postavi koju su činili bivši gitarist Galije Dragutin Jakovljević, bubnjar Pilota Zoran Obradović "Ćera", basist Rade Bulatović a za sintezajzerom je bio Ivan Aleksijević.
Zajedno objavljuju povratnički album Stereo. Na albumu su bile obrade starih pjesama "Blago morskih dubina", "Kraj" i "Pokreni me" 
kao i pjesme  "Šta bi dao bre", "Dragan, Marko i Violeta"  i obrada pjesme "Lola" sastava Pro arte. Album je snimljen tijekom siječnja u studiu Mačak a producent je bio sam sastav. Poslije objave albuma, dolazi do ponovnog raspada. Dragojlović se pojavljuje na cover verziji pjesme "Šizika" koju je snimio sastav Ruž na njihovom albumu Kao nekad 1995. godine.
U ožujku 2006, originalna postava se ponovno okuplja i nastupa kao gost sastav na koncertu sastava Delča i Sklekovi u beogradskom Domu omladine. U listopadu iste godine sastav nastupa kao predgrupa sastava Duran Duran.
Na kompilacijskom albumu različitih izvođača Ventilator 202 vol. 1, objavljenom 1988., nalazi se i pjesma "Možda, možda", a ovaj album zauzeo je 100-to mjesto albuma bivše Jugoslavije, objavljenih u knjizi YU 100: najbolji albumi jugoslavenske rock i pop glazbe.

## Diskografija

### Studijski albumi
| Naziv           | Objavljen |
| --------------- | --------- |
| Muzika za mlade | 1984.     |
| Striptiz        | 1985.     |
| Stereo          | 1995.     |

### EP
| Naziv  | Objavljen |
| ------ | --------- |
| Šizika | 1983.     |

### Singlovi
| Naziv            | Objavljen |
| ---------------- | --------- |
| "Cry, baby, cry" | 1985.     |

### Drugi nastupi
| Naziv                       | Album                       | Objavljen |
| --------------------------- | --------------------------- | --------- |
| "Možda, možda" (demo)       | Ventilator 202 Demo Top 10  | 1983.     |
| "Ja sam mornar" / "Voli me" | Split '84                   | 1984.     |
| "Šizika"                    | Bez struje                  | 1994.     |
| "Možda, možda"              | Hiti 80-90                  | 1996.     |
| "Moja devojka"              | Pop non stop                | 1996.     |
| "Šizika"                    | Automania 2 - Pop Hidraulic | 2000.     |
| "Možda, možda"              | Novogodišnji specijal       | 2004.     |
| "Šizika"                    | Pop vol. 2                  | 2005.     |
| "Baby"                      | Pop rock express vol. 1     | 2008.     |

## Vanjske poveznice
- Laki Pingvini na Myspace
- Laki Pingvini na Facebooku
- Laki Pingvini na Discogsu
- Laki Pingvini na Rateyourmusic